# Vườn quốc gia Gundabooka
Vườn quốc gia Gundabooka là một vườn quốc gia ở miền bắc bang New South Wales, Úc, cách Bourke 70 km về phía nam. Trong vườn có Núi Gunderbooka, các bãi đá khắc hình và thờ cúng tổ tiên của thổ dân.
Trước khi trở thành vườn quốc gia, khu vực này là nơi cư ngụ của người Ngemba và có một trại chăn nuôi cừu.